# V- The New Mythology Suite
V: The New Mythology Suite es un álbum conceptual, el quinto álbum de estudio de la banda de metal progresivo Symphony X. El álbum trata con la historia de la Atlántida, mitología egipcia antigua y astrología. Fue lanzado al mercado en 2000. Las letras de este trabajo son relacionadas en gran parte con la mitología griega, desde un punto de vista más crítico.  El disco marca el debut del bajista Michael Lepond.
El álbum incluye referencias a composiciones clásicas como el Réquiem de Verdi, y el Réquiem de Mozart.

## Lista de canciones
1. «Prelude» - 1:07
2. «Evolution (The Grand Design)» - 5:20
3. «Fallen» - 5:51
4. «Transcendence» (Segue)
5. «Communion And The Oracle» - 7:45
6. «The Bird-Serpent War/Cataclysm» - 4:02
7. «On the Breath of Poseidon» (Segue) - 3:01
8. «Egypt» - 7:04
9. «The Death of Balance/Lacrymosa» - 3:42
10. «Absence of Light» - 4:58
11. «A Fool's Paradise» - 5:48
12. «Rediscovery» (Segue) - 1:25
13. «Rediscovery, Pt. 2: The New Mythology» - 12:01

## Integrantes
- Russell Allen - Voz
- Michael Romeo - Guitarras
- Michael Pinella - Teclados y pianos
- Jason Rullo - Batería
- Michael Lepond - Bajo eléctrico